# Zhonghuacerite-(Ce)
La zhonghuacerite-(Ce) è un minerale non riconosciuto valido dall'IMA perché la sua descrizione è stata pubblicata senza approvazione. Probabilmente si tratta di huanghoite-(Ce) o kukharenkoite-(Ce).